# Kaszerowanie
Kaszerowanie – uszlachetnianie wyrobu papierniczego poprzez oklejanie cienkim papierem (niezadrukowanym lub zadrukowanym) papieru znacznie grubszego, kartonu, tektury falistej itp. w celach dekoracyjnych lub technologicznych. Termin odnosi się także do oklejania papierem całych powierzchni z tworzyw sztucznych, a nawet do oklejania płyt wiórowych specjalną warstwą dekoracyjną (płyty melaminowane).
Typowym przykładem kaszerowania w celach dekoracyjnych jest oklejanie cienkim, zadrukowanym ozdobnie papierem powierzchni tektury falistej przeznaczonej na opakowania produktów, której nie da się bezpośrednio zadrukować na maszynie drukarskiej z powodu jej grubości oraz wewnętrznej struktury. Innym przykładem kaszerowania są tekturowe książeczki dla małych dzieci oraz okładki.
W celach technologicznych kaszeruje się, aby zwiększyć wytrzymałość produktu na czynniki zewnętrzne lub zmienić strukturę powierzchni.
Kaszerowanie jest związane z pojęciem laminowania. Czasem można oba pojęcia traktować jako synonimy.